# Menhir de la Pierre de Lenay
Le menhir de la Pierre de Lenay est un menhir situé à Montreuil-Bellay, en France.

## Localisation
Le menhir est situé dans le département français de Maine-et-Loire, sur la commune de Montreuil-Bellay.

## Historique
L'édifice est classé au titre des monuments historiques en 1911.